# Крессан, Шарль
Шарль Крессан (фр. Charles Cressent, 16 декабря 1685, Амьен — 10 января 1768, Париж) — французский мастер-мебельщик, скульптор, литейщик-чеканщик. Представитель семьи мастеров из Амьена. Второй сын придворного скульптора Людовика XIV Франсуа Крессана (1663—1735) и внук резчика по дереву и мастера-мебельщика.
Шарль Крессан учился мебельному делу у знаменитого Андре-Шарля Буля. Получил звание мастера в 1708 году. С 1714 года член Академии Святого Луки. Ранние произведения Крессана отражают характерные черты «большого стиля» эпохи Короля-Солнце, соединяющего элементы классицизма и барокко. В истории искусства известны его «пузатые комоды» с маркетри из подкрашенного красного и розового дерева, а также дорогих пород: чёрного дерева, амаранта, палисандра. Комоды, шкафы и секретеры Крессан дополнял искусно выполненными скульптурными золочёными бронзовыми накладками по углам в виде маскаронов: женских головок и бюстов, купидонов и обезьянок. Скульптурные детали Крессана мастерски проработаны, прочеканены и вызолочены в технике ормолу (фр. ormolu) — матового золочения на огне с помощью ртутной амальгамы. Матовое золото эффектно сочетается с блестящим, полированным (полиргольд). Такую технику ранее использовали в мастерской А.-Ш. Буля.
Крессан выполнял и корпуса больших настенных и настольных часов. Напольные часы из золочёной бронзы с фигурой Хроноса — бога времени — одно из самых известных его произведений. В период Регентства Шарль Крессан выполнял заказы герцога Орлеанского. Его поздние произведения отразили перемену вкусов при французском Дворе, влияния стиля рококо и далее: новые тенденции зарождающегося классицизма.

## Галерея

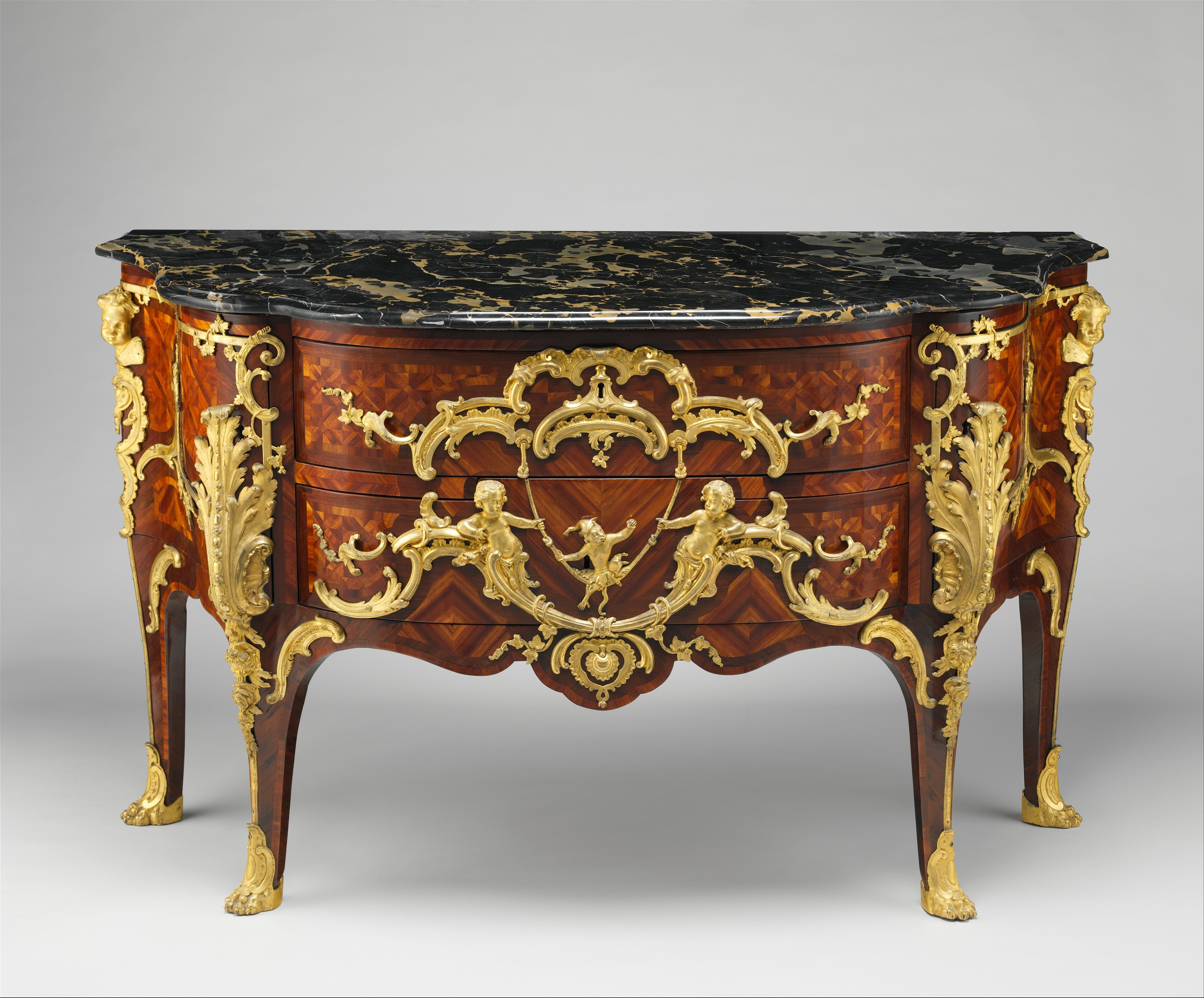
Комод. Между 1745 и 1749. Метрополитен-музей, Нью-Йорк
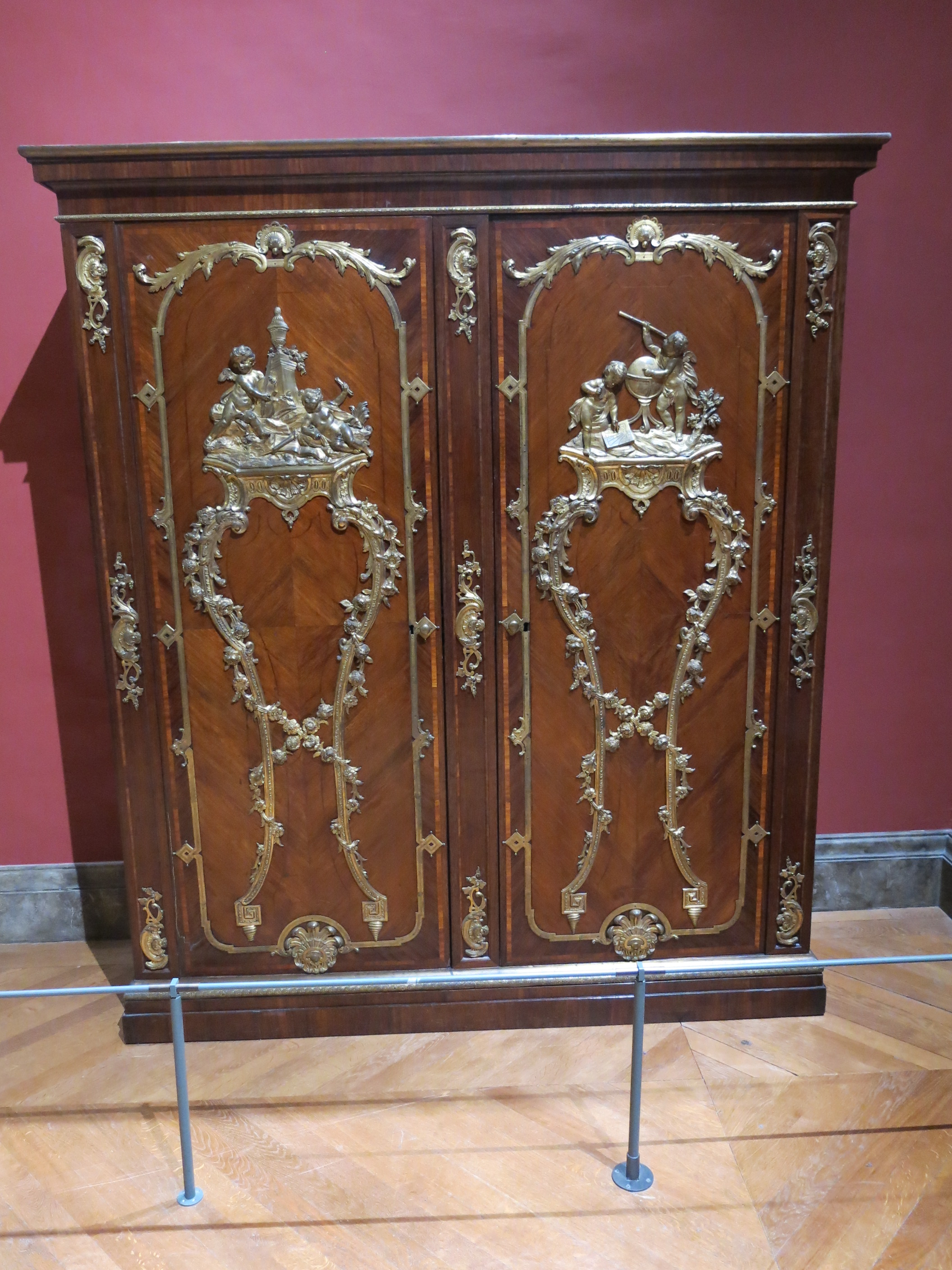
Армуар. Ок. 1750. Лувр, Париж
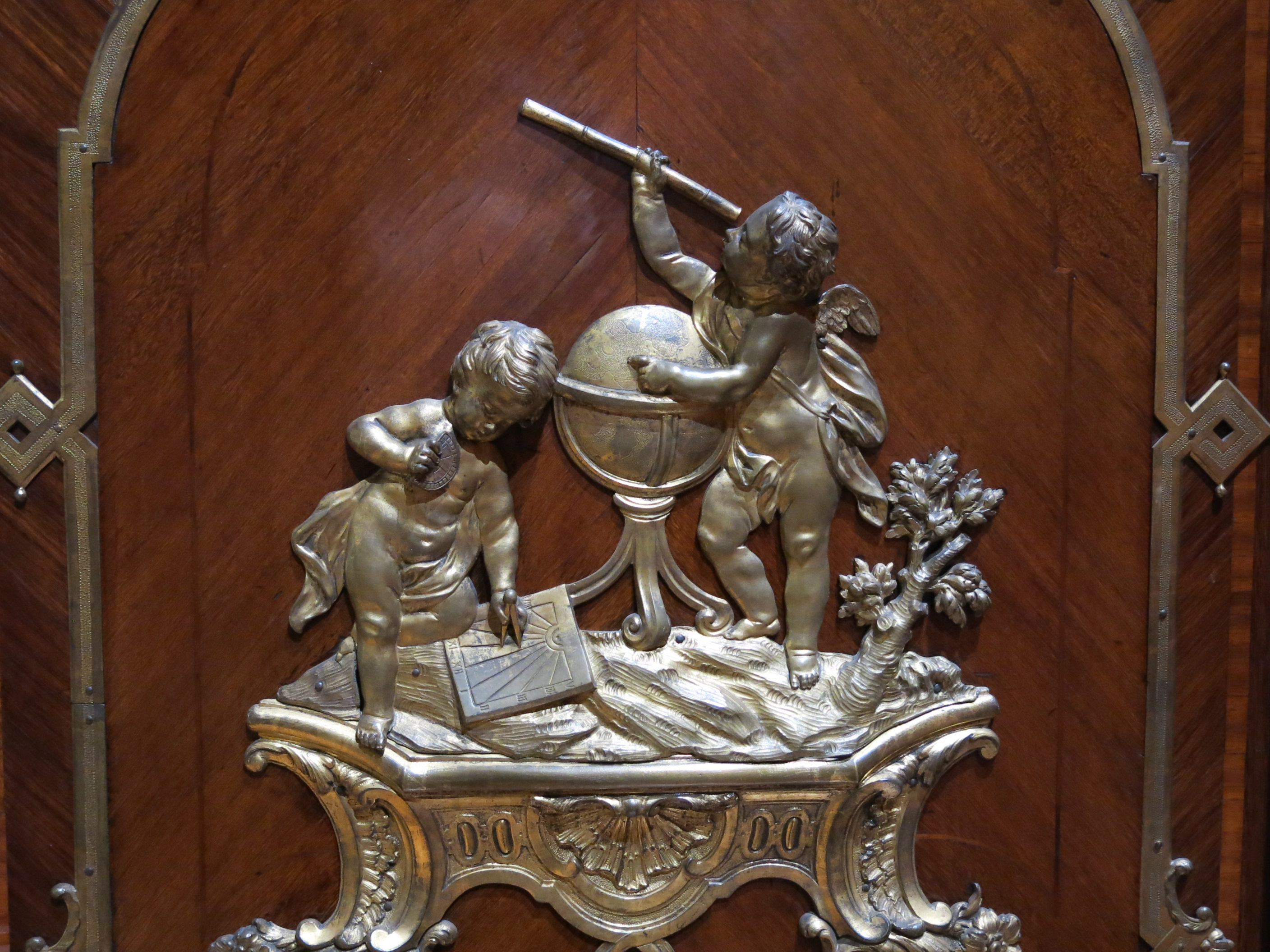
Деталь. Накладка «Астрономия»
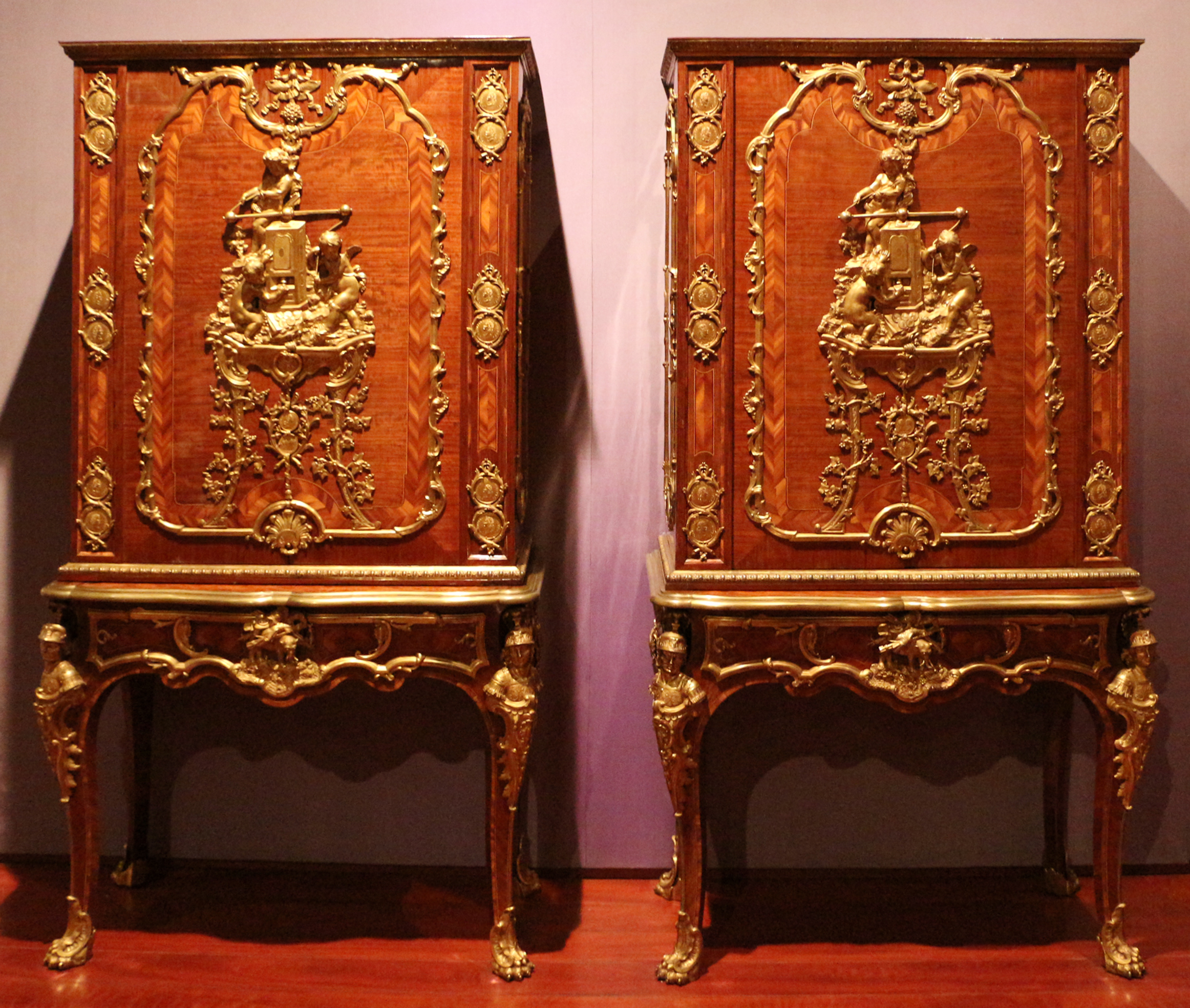
Два армуара (копии). Ок. 1750. Музей Галуста Гюльбенкяна, Лиссабон
Книжный шкаф. Ок. 1720. Художественный музей Кливленда, США
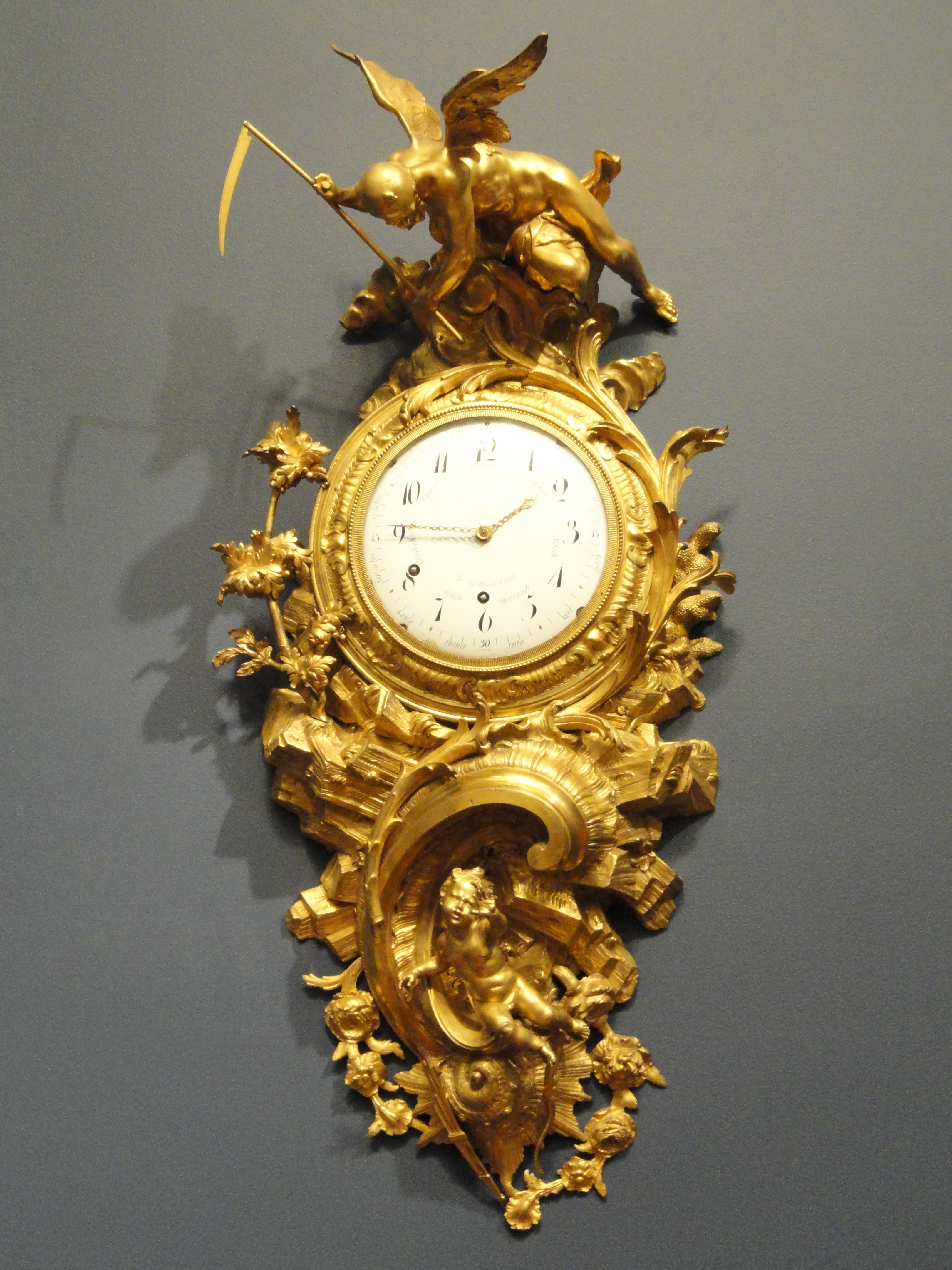
Картель с Хроносом. 1745-1750. Музей искусств Нельсона-Аткинсона, Канзас-сити, США
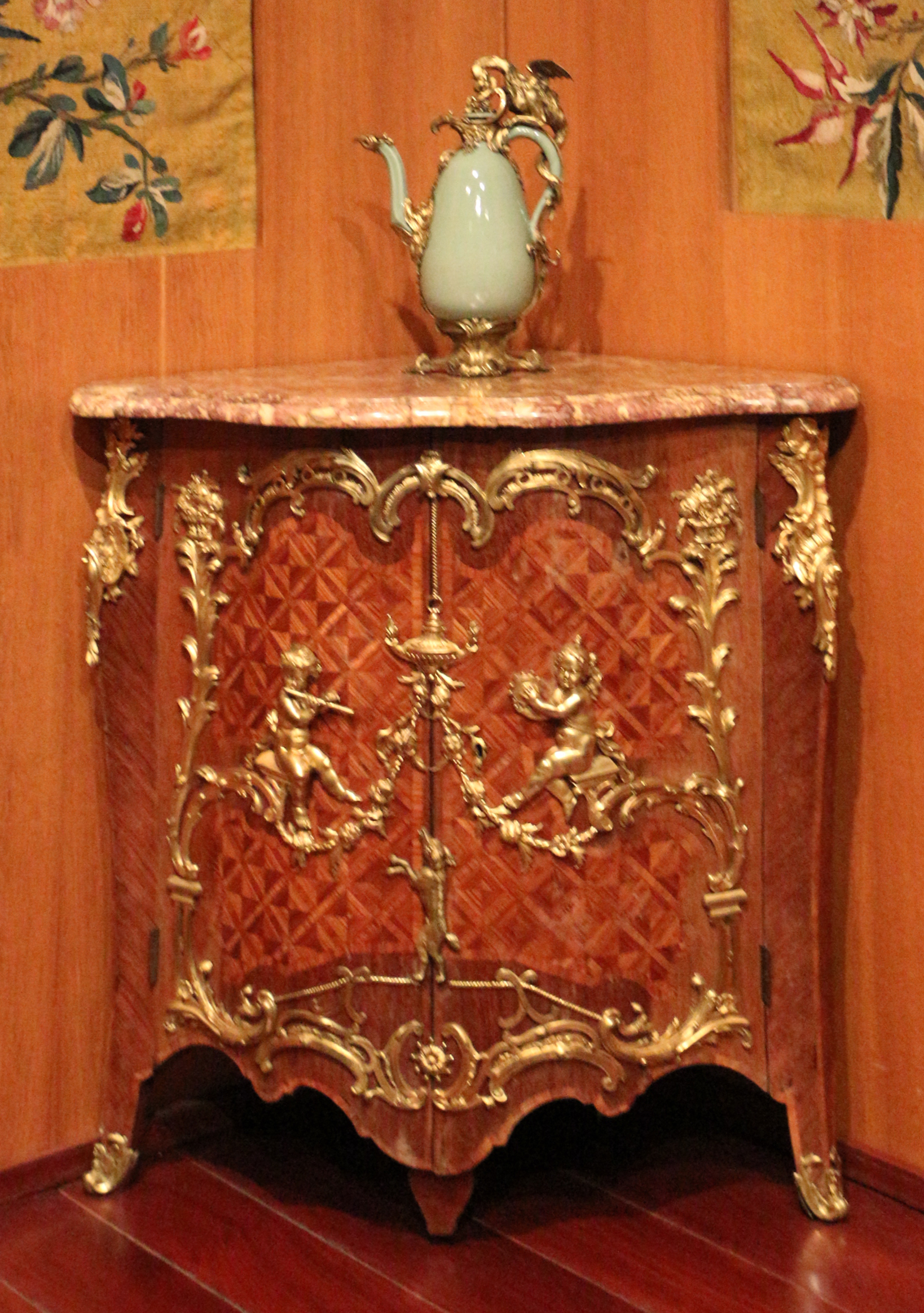
Кантоньера и ваза «селадон». Между 1757 и 1765.